# Atar y desatar
Atar y desatar es originalmente una frase judía Mishná, frase también mencionada en el Nuevo Testamento, así como en el Targum. En el uso, atar y desatar simplemente significa prohibir por una autoridad indiscutible y permitir por una autoridad indiscutible. Un ejemplo de esto es Isaías 58:5-6 que relaciona el ayuno adecuado con soltar las cadenas de la injusticia.
Los poseks tenían, en virtud de su ordenación, el poder de decidir las disputas relativas a la ley judía. De ahí que la diferencia entre las dos principales escuelas de pensamiento en el judaísmo clásico primitivo se resumiera en la frase la escuela de Shamai ata; la escuela de Hillel suelta.  Teóricamente, sin embargo, la autoridad de los poseks procedía del Sanedrín, y por lo tanto hay una declaración Talmudic que había tres decisiones tomadas por la casa inferior del juicio (el Sanedrín) a la que la casa superior del juicio (el celestial uno) dio su sanción suprema.  La afirmación de que todo lo que [un discípulo] ate o desate en la tierra, será atado o desatado en el cielo, que el Evangelio de Mateo atribuye a Jesús, y que aún hoy se utiliza habitualmente en la oración, un método eficaz a cuenta del cristianismo.
Este es también el significado de la frase cuando se aplica en el texto a Simón Pedro y a los demás apóstoles en particular cuando son investidos con el poder de atar y desatar por Cristo.
Esto también sirve como fundamento bíblico y tradicional para la concepción de la Iglesia católica de la autoridad papal, derivada de tal investidura de San Pedro, ya que, según la doctrina católica, los Papas son los sucesores de San Pedro.